# František Straka
Pour les articles homonymes, voir Straka.
František Straka, né le 21 mai 1958 à České Budějovice alors en Tchécoslovaquie, est un footballeur tchèque, qui évoluait au poste de défenseur. Straka n'a marqué aucun but lors de ses trente-cinq sélections avec l'équipe de Tchécoslovaquie entre 1983 et 1990.

## Biographie
Le 23 mars 2011, il devient l'entraîneur principal de l'Arka Gdynia, club relégable en première division polonaise, après la résiliation de contrat de l'ancien coach Dariusz Pasieka. Ne disposant que de deux mois, il ne peut sauver le club, et quitte donc Gdynia alors que son contrat prend fin en juin 2011.

## Palmarès

### Avec le Sparta Prague
- Vainqueur de la Coupe de Tchécoslovaquie : 1980, 1984 et 1988
- Vainqueur du Championnat de Tchécoslovaquie : 1984, 1985, 1987 et 1988

### En équipe nationale
- Quart de finaliste de la Coupe du monde 1990